# Herschel Schacter
Herschel Schacter (10 octobre 1917, Brownsville, Brooklyn, New York - 21 mars 2013, Riverdale, Bronx, New York) est un rabbin américain, célèbre pour sa participation comme aumônier militaire à la libération de Buchenwald et sa rencontre avec les Enfants de Buchenwald,,,,,dont Elie Wiesel, Naphtali Lau-Lavie, Israel Meir Lau et Menashe Klein.
Il joue un rôle important dans la communauté juive américaine comme chairman de la Conférence des Organisations majeures juives américaines (1967-1969). Il est un des disciples les plus connus  - et le premier à recevoir, en 1941, son ordination - du rabbin Joseph B. Soloveitchik.

## Éléments biographiques
Herschel Schachter est né le 10 octobre 1917 à Brownsville, Brooklyn, New York, le plus jeune d'une famille de 10 enfants, d'origine polonaise. Son père, Pincus Schachter, était la septième génération de shochetim de sa famille. Sa mère, Miriam Schimmelman, travaillait dans l'immobilier.

### Études
Herschel Schachter obtient un baccalauréat de l'Université Yeshiva de New York en 1938 et termine ses études rabbiniques au Rabbi Isaac Elchanan Theological Seminary de l'Université Yeshiva en 1941.

### Rabbin dans le Connecticut
De 1941 à 1942, il est rabbin dans une synagogue de Stamford, dans le Connecticut, avant de s'engager dans l'armée américaine.

### Aumônier militaire et libérateur de Buchenwald

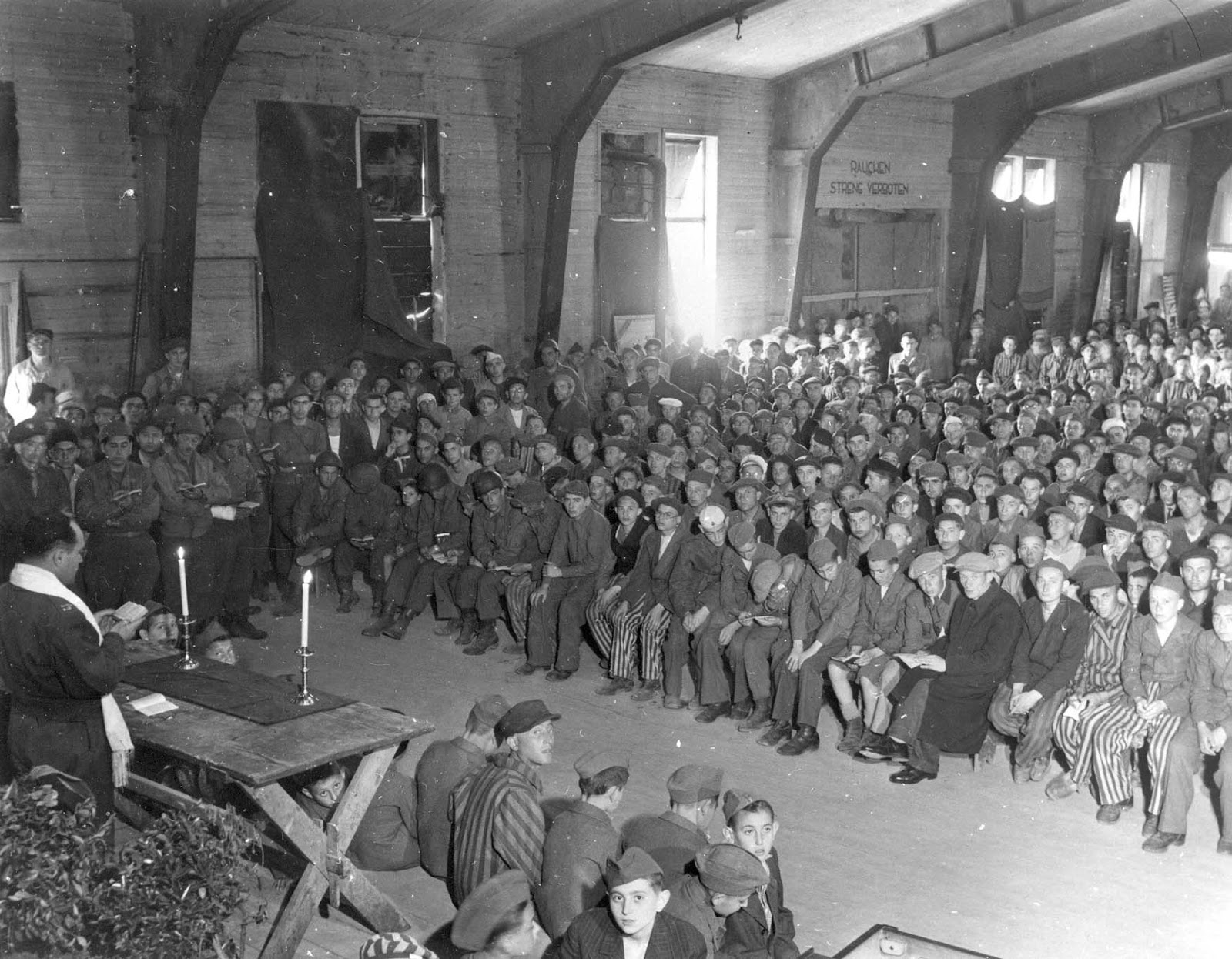
Célébration de Chavouot par le rabbin Herschel Shaechter à Buchenwald, peu après la libération du camp.

Durant la Seconde Guerre mondiale, il est aumônier de la 3e armée (États-Unis). 
Il est le premier aumônier militaire américain à entrer et à participer à la libération du camp de concentration de Buchenwald le 11 avril 1945, à peine une heure après sa libération par les troupes du général Georges Patton.
Le rabbin Herschel Schacter reste à Buchenwald plusieurs mois, s'occupant du sort des survivants et officiant comme rabbin.
Parmi les enfants qu'il libère, plus tard appelés les Enfants de Buchenwald, se trouvent: Elie Wiesel, Naphtali Lau-Lavie, Israel Meir Lau et Menashe Klein.
Il prend sa retraite de l'armée avec le grade de capitaine.

### Rabbin dans le Bronx
De 1947 à 1999 (date de la fermeture de cette institution), il est rabbin du Mosholu Jewish Center, dans le Bronx, à New York.

### Défenseur des Juifs soviétiques
En 1956, il se rend en Union soviétique avec une délégation rabbinique américaine pour faire valoir les droits des Juifs soviétiques.
Il joue le rôle de conseiller du président américain Richard Nixon sur la question des Juifs soviétiques.

### Conférence des Organisations majeures juives américaines
Il joue un rôle important dans la communauté juive américaine comme chairman de la Conférence des Organisations majeures juives américaines (1967-1969).

### Famille
Il se marie en 1948 avec Pnina Gewirtz. Ils ont un fils, le rabbin Jacob J. Schacter, ancien directeur de l'Institut Soloveitchik, professeur d'université d'histoire juive et de pensée juive et senior scholar au Centre de l'avenir juif à l'Université Yeshiva de New York, et une fille, Miriam Schacter.